# 螢火蟲的出嫁
《螢火蟲的出嫁》是由橘オレコ以明治時代作为舞台背景繪製的愛情題材日本漫畫。本作發售第一卷時，在YouTube頻道的Flower Comics Channel 上發布有聲漫畫版的PV與電視廣告，男女主分別邀請石川由依和內山昂輝擔任配音。在發售第二卷時，有聲漫畫版的PV與電視廣告則在《Manga ONE》的官方YouTube頻道發布。

## 劇情
在明治時期，桐谷紗都子是擁有名聲和美貌卻被宣告壽命不長的一位伯爵之女，她的夢想只是為了家族的利益而結婚。與此同時，桐谷紗都子的生活突然遭到神秘殺手的襲擊，為了生存，她向殺手後藤進平求婚。這本應是一次性的謊言，但新平卻是個充滿愛的男人。隨著進平的深情打動了紗都子，紗都子對虛假婚約的罪惡感逐漸加深。而紗都子的變化也被進平察覺到了…

## 登場人物
以下為有聲漫畫版的聲優。

### 主要人物
桐谷紗都子（聲：石川由依）
本作女主角，桐谷伯爵家的長女。故事開始時16歲。母親在產下她後逝世，父親與再婚繼室生下妹妹美和子。紗都子雖然外型出眾，但因為天生體弱多病而造成她無法上學，每次的相親都以失敗告終。秉持「女性應為家族利益，和家族期盼的對象結婚」與家族至上的觀念精進自身修養和技能。故事初期顧及自身餘命不久提前準備遺囑，偕同康太郎上街期間不慎遭人口販子集團綁架囚禁，險遭侵犯時獲得進平解救，為謀求生向進平提出與她結婚並給予他想要事物的條件。隨劇情進展開始在乎進平。
後藤進平（聲：內山昂輝）
殺手，紗都子的未婚夫。故事開始時18歲。進平出身紅燈區「天女島」，是不明男子與遊女所生的孩子，因為母親被顧客殺害，選擇出手殺害對方，成為其首度殺人的經歷。在「天女島」當地擔任多間遊女屋的保鑣，與許多青樓人士熟絡，由於長期從事殺手工作，導致身上殘留多處傷疤，深諳社會的險惡之處。他擅長劍術，執行任務時冷酷無情，私底有著不諳日常生活和對感情執著的一面。故事初期原本受雇於人口販子集團，被指定看守和殺害紗都子，但由於對紗都子抱持興趣，適逢集團成員違背不得對紗都子出手的命令準備侵犯她，轉而出手解決集團成員幫助紗都子逃亡，以接吻的方式和紗都子締結婚約。隨劇情推進對紗都子產生感情。

### 桐谷家
桐谷美和子
紗都子同父異母的妹妹，桐谷伯爵家的次女。在校園裡是公認的美人，熱衷享樂。表面主張憧憬自由戀愛的思維和紗都子相悖，實質重視婚戀對象的地位，認為紗都子憑藉討好諂媚博取他人青睞而對她懷抱忌妒不滿。原本心傾波多野，但由於後者選擇紗都子作為提親對象導致戀情告吹。紗都子對其評價為「除了外貌，其他方面皆為下等之下」。
紗都子的繼母
紗都子父親的繼室，美和子的母親。溺愛美和子但對紗都子抱持厭惡心態。
紗都子的父親
桐谷家的家主，爵位伯爵，起初讓紗都子誤認為被受疼愛，其實只是把她當作助長勢力的家族財產而已。
康太郎
紗都子的年輕傭人兼青梅竹馬，自年少時期便關注著她，經常擔任紗都子外出期間的隨行保鑣，但容易對其過度保護。故事開始時於6月27日陪同紗都子上街和幫忙家主跑腿，因為幫緞綢庄的老闆擊退找麻煩的流氓，一時疏忽導致紗都子被人口販子集團綁架而被資深家僕懲罰。
遠藤
桐谷家的園丁。

### 「いせ吉」
「天女島」的低階遊女屋，專門收容外型有瑕疵或有不良經歷的遊女。紗都子暫時駐留之處。
環
「いせ吉」的女管事，對紫三人組經常闖禍惹事感到頭痛。
山本
「いせ吉」的年長員工，個性老實，與進平相熟，幫助進平引薦紗都子和樓主會面，協助照顧著紗都子。
葵
「いせ吉」的低階遊女，因為外型不出色在遊女屋裡地位低落，經常擔任幫傭的角色和飽受其他仰慕進平的遊女嘲弄欺負。與熟客水谷相戀，但是水谷遭受紫斥責後未再光顧店裡心生絕望，對紫懷有恨意。負責指導紗都子有關遊女屋的工作，期盼她能和真正喜歡的人相守，趁著紗都子待在店裡的期間藉機報復紫，事成後準備跳海尋短但被紗都子制止，被進平解救的數個月後獲得水谷贖身，臨走前期許紗都子和進平能夠幸福。
早蕨
「いせ吉」的遊女，個性高傲，瞧不起紗都子。在先前的遊女屋攬客業績欠佳而被「いせ吉」收留，雖然受惠於紫讓出顧客得以彌補收入，但經常惹事生非遭受懲處，對紫敢怒不敢言。在新渡光顧期間參與將水調換成酒的行動，受紫教唆準備對紗都子不利，被紗都子提醒紫的本質，鼓起勇氣反抗紫。
紫
「いせ吉」第二紅牌的遊女，脾氣欠佳，經常惹事生非遭受懲處。對進平抱持愛慕之情，瞧不起紗都子。主使新渡光顧期間將水調換成酒的始作俑者，教唆早蕨和初音準備強行縫合紗都子的私處，被紗都子指出其膽小的本質和遭受早蕨、初音反抗，獲知進平戀慕的人並非自己遭受打擊。
初音
「いせ吉」的遊女，瞧不起紗都子。在先前的遊女屋攬客業績欠佳而被「いせ吉」收留，雖然受惠於紫讓出顧客得以彌補收入，但經常惹事生非遭受懲處，對紫敢怒不敢言。在新渡光顧期間參與將水調換成酒的行動，受紫教唆準備對紗都子不利，被紗都子提醒紫的本質，鼓起勇氣反抗紫。

### 其他
波多野
貴族少爺，美和子在故事初期的心儀對象。原本和母親選擇紗都子作為提親對象，但由於桐谷家主回絕親事而作罷。
新渡戶榮進
警察總長的兒子，自幼被父母嚴格教育影響演變成雙重人格，表人格個性內向富常識，一旦處於醉酒狀態便會由好色高傲的裏人格接管身體。由於家族警界背景累積不少壓力，為求紓壓成為遊女屋的常客，但經常在醉酒期間任意找女子逞慾而被許多遊女屋列為拒絕往來戶。認識並聽聞紗都子的經歷後，對她產生好感說明「天女島」處於法外地區的狀況，有意將她娶為正妻帶離「天女島」，但被遊女們暗中將水調換成酒而變成裏人格狀態準備試圖非禮紗都子，被進平教訓恢復正常狀態，受紗都子委託帶口信給桐谷家。
水谷
「いせ吉」的常客，葵的戀人。曾經在光顧店裡期間被紫惡言訓斥，為了籌錢替葵贖身導致他很長一段時間沒有和葵見面，後如願將葵贖身。

## 創作
本作是橘オレコ第一次嘗試塑造帶有神秘感和危險氣息的男性角色。在策劃本作時，橘オレコ擔心本作的角色是否會被大家接受，但發現擁有比預想中更多的人閱讀而感到開心。因橘オレコ喜歡少年漫畫和少女漫畫，所以他的創作風格是在本作作品中混合兩者的優點。橘オレコ也表示自小就喜歡畫畫，因此特別想嘗試加入一些戰鬥場景。正是因為有該想法而逐漸擴展出整個企劃，也因此沒有受到性別的限制。由於本作是橘オレコ第一次畫動作場面，所以橘オレコ參考書籍並在鏡子前嘗試擺姿勢，但目前橘オレコ還沒有完全滿意自己的表現。「愉快地繪畫」是橘オレコ創作的大方向，因此他很享受描繪角色的表情。
對於男主角後藤進平的設計，橘オレコ表示想畫一個普通、認真踏實的男性角色。但橘オレコ還是覺得有些不過癮，因此嘗試創作一個有些稜角、個性十足的角色。對於女主角桐谷紗都子的設計，橘オレコ表示紗都子是擁有自身立場的角色，並且進平與紗都子是互補成長的角色。

## 出版書籍
日文版單行本由小學館代理出售，而英文版和中文版則分別由青文出版社和碧日發售。

### 漫畫
| 卷數 | 小學館         | 小學館                 | 青文出版社     | 青文出版社             |
| 卷數 | 發售日期       | ISBN                   | 發售日期       | ISBN                   |
| ---- | -------------- | ---------------------- | -------------- | ---------------------- |
| 1    | 2023年6月19日  | ISBN 978-4-098-52147-0 | 2024年11月25日 | ISBN 978-6-263-99488-1 |
| 2    | 2023年9月12日  | ISBN 978-4-098-52825-7 | 2025年3月19日  | ISBN 978-6-264-22236-5 |
| 3    | 2023年12月19日 | ISBN 978-4-098-53064-9 |                |                        |
| 4    | 2024年4月18日  | ISBN 978-4-098-53211-7 |                |                        |
| 5    | 2024年8月19日  | ISBN 978-4-098-53526-2 |                |                        |
| 6    | 2024年12月19日 | ISBN 978-4-098-53762-4 |                |                        |
| 7    | 2025年3月18日  | ISBN 978-4-098-54039-6 |                |                        |

## 評價
日本偶像伊織萌對於本作的評價是一部男女皆宜的作品，而部分網友評價後藤進平長得像皮克敏。本作受到《みどろ》的作者三輪まこと推薦。

## 迴響
本作於2023年舉辦的第七屆《TSUTAYA漫畫票選大賞》中獲得第五名。於該年9月Renta！大賞（日语：Renta!大賞）職員部門女性向作品類別排行第3名，同年11月舉辦的2024年《電子漫畫大賞》（日语：電子コミック大賞）中再次獲得大獎，並決定製作成音樂影片。除此之外，本作還獲得2024年的《全國書店店員推薦漫畫》中第一名、2024年第19屆的《這本漫畫真厲害！》第9名、2024年《下一部人氣漫畫大賞》中的網絡漫畫第10名、三洋堂書店第五屆的Deracomi！（日语：でらコミ！5），與《神樂鉢》、《瑕疵新娘（傷物的新娘/失貞的新娘）》、《異世界武士》、《羽根親和阿吹的兒科診療錄》（日语：ハネチンとブッキーのお子さま診療録）獲頒宮脇書店主辦的「Miyawaki Comic Awards 2024（日语：ミヤコミ 2024）」。
本作也在日本動漫新聞網站《Anime！Anime！》的投票調查「2024下半年版 最想動畫化的漫畫作品？」名單榜上有名。入圍第48屆講談社漫畫賞少女部門，但惜敗於《きみの橫顔を見ていた》。

## 外部連結
- 裏Sunday （页面存档备份，存于）（日語）